# Polyommatus transiens
Polyommatus transiens är en fjärilsart som beskrevs av Charles Oberthür 1896. Polyommatus transiens ingår i släktet Polyommatus och familjen juvelvingar. Inga underarter finns listade i Catalogue of Life.